# Mövlud Mirəliyev
Mövlud Mirəliyev, también escrito como Movlud Miraliyev (Kitab, 27 de febrero de 1974), es un deportista azerbaiyano que compitió en judo.
Participó en los Juegos Olímpicos de Pekín 2008, obteniendo una medalla de bronce en la categoría de –100 kg. Ganó una medalla de bronce en el Campeonato Mundial de Judo de 2003, en la categoría abierta.

## Palmarés internacional
| Juegos Olímpicos   | Juegos Olímpicos | Juegos Olímpicos  | Juegos Olímpicos |
| Año                | Lugar            | Medalla           | Categoría        |
| ------------------ | ---------------- | ----------------- | ---------------- |
| 2008               | Pekín (China)    | Medalla de bronce | –100 kg          |
| Campeonato Mundial |                  |                   |                  |
| Año                | Lugar            | Medalla           | Categoría        |
| 2003               | Osaka (Japón)    | Medalla de bronce | Abierta          |